# Strophingia proxima
Strophingia proxima är en insektsart som beskrevs av Hodkinson 1981. Strophingia proxima ingår i släktet Strophingia och familjen rundbladloppor. Inga underarter finns listade i Catalogue of Life.